# Nitro Microphone Underground (album)
Pour l’article homonyme, voir Nitro Microphone Underground.
Albums de Nitro Microphone Underground
Uprising
Nitro Microphone Underground est le premier album du groupe de hip-hop japonais Nitro Microphone Underground.

## Liste des titres
1. Nitro Microphone Underground (5:36)
2. Bambu (2:40)
3. Mischief (4:42)
4. 3 On Tree (3 Jyuu Shit) (5:16)
5. Pyramid (1:18)
6. Asama 131 (3:58)
7. Skit (0:41)
8. Requiem (4:24)
9. Tonari no Oneesanga... (となりのお姉さんが...) (1:27)
10. Jus' Playin' (4:31)
11. Infinity (1:12)
12. Hardcore (4:37)
13. Unstoppable (Live At Edojou Hole) (Unstoppable (Live At 江戸城ホール)) (4:37)
14. Pico Pico Dan (ピコピコポン) (4:39)
15. Kuchi Zu San De Goran Yo (クチずさんでごらんよ) (4:39)
16. Nice Dream (0:39)
17. Boku Mo (ボクも) (4:32)
18. Skit (0:34)
19. 45 Fingaz Of Death (3:37)
20. Sakiccho Dakedesukeredomo (さきっちょだけですけれど) (3:20)
21. Live '99 (4:46)
22. T.B.C. (Bonus Track) (2:56)